# Pîsarivka, Novomîrhorod
Pîsarivka (în ucraineană Писарівка) este un sat în comuna Osîtneajka din raionul Novomîrhorod, regiunea Kirovohrad, Ucraina.

## Demografie
Componența lingvistică a localității Pîsarivka
     Ucraineană (97,3%)
     Rusă (1,35%)
     Română (1,35%)
Conform recensământului din 2001, majoritatea populației localității Pîsarivka era vorbitoare de ucraineană (97,3%), existând în minoritate și vorbitori de rusă (1,35%) și română (1,35%).